# Bosanskohercegovačka radiotelevizija
Rozhlas a televize Bosny a Hercegoviny (bosensky/srbsky/chorvatsky Radio-televizija Bosne i Hercegovine, kolokviálně Bosanskohercegovačka radiotelevizija, zkráceně BHRT) je veřejnoprávní vysílací společnost a jediný člen Evropské vysílací unie z Bosny a Hercegoviny. V roce 2011 společnost vykázala výnos 315 400 BAM.

## Historie a název
Společnost v průběhu let vystřídala několik názvů. Od svého založení v roce 1961 až do rozpadu Jugoslávie roku 1992 nesla jméno RTV Sarajevo. V letech 1992 – 1995 nesla název Radio-televizija Bosne i Hercegovine (zkráceně RTV BiH). Dne 1. ledna 1993 byla pod jménem RTV BiH přijata jako aktivní člen Evropské vysílací unie. Od roku 1992 až do roku 2000 se jmenovala jen BHT. Čtyři roky – od roku 2000 až do roku 2004 – nesla jméno PBSBiH. Od roku 2004 již společnost nese své současné jméno Bosanskohercegovačka radiotelevizija (zkráceně BHRT).
V letech 1961 – 1992 byla členem vysílací společnosti Jugoslavenska radiotelevizija (JRT), která sestávala z osmi členských rozhlasových a televizních vysílacích center, kde každé z nich měla sídlo v jedné ze šesti republik a ve dvou autonomních oblastech Jugoslávie (RTV Ljubljana, RTV Zagreb, RTV Beograd, RTV Novi Sad, RTV Titograd, RTV Priština a Skopje RTV).

## Organizační jednotky
BHRT v současné době skládá ze tří organizačních jednotek:
- BHT 1 – veřejnoprávní televizní kanál (Bosanskohercegovačka televizija)

- BH Radio 1 – veřejnoprávní rozhlasová služba (BH radio 1)

- MP BHRT – hudební produkce BHRT (Muzička produkcija Radio-televizije BiH)

V Bosně a Hercegovině jsou podle federativních celků veřejnoprávní televizní stanice ustanoveny takto:
- BHRT je vysílatel na celonárodní úrovni.

- RTVFBiH (Radio-televizija Federacije Bosne i Hercegovine) operuje na svých kanálech a frekvenci na území Federace Bosny a Hercegoviny, vysílá zejména v bosenštině a chorvatštině.

Logo RTRS

- RTRS (Radio-televizija Republike Srpske) operuje na svých kanálech a frekvenci na území Republiky srbské, vysílá v srbštině.

## Kanály

### Televize
| Logo of BHT 1 (2003-2012) | BHT 1 | Televizní kanál s všeobecným zaměřením. Vysílá od roku 2004. Mezi denní programy patří zpravodajství, talk show a zábava, sportovní přenosy, dokumenty, kultura, seriály či dětské programy. |

### Rozhlas
- BH Radio 1 – vysílá zprávy, muziku, zábavu ad.